# Broodverbeteraar
Broodverbeteraar is een term die wordt gebruikt voor uiteenlopende ingrediënten van brood maar niet voor de basis-ingrediënten meel, water, gist en zelden voor basis-ingrediënt zout.
Broodverbeteraars worden ook wel omschreven als hulpgrondstoffen. Bij de ontwikkeling van broodverbeteraars speelt biotechnologie een steeds grotere rol. Door het gebruik van broodverbeteraar is niet altijd duidelijk of het daarmee bereide brood geschikt is voor vegetariërs, mensen die biologisch eten, of mensen met een bepaalde allergie. Broodverbeteraar wordt in toenemende mate aangeboden in vloeibare vorm (in olie) vanwege de eenvoud van doseren. Echter niet alle gebruikte stoffen zijn daar geschikt voor.

## Doel
Broodverbeteraars kunnen worden gebruikt voor onder andere de volgende doeleinden:
- verfraaien van de kleur (ook van de korst)
- geven van glans
- verbeteren van de smaak
- beter rijzen van het deeg, en voorkomen van inzakken ervan
- verbeteren van houdbaarheid
- verbeteren van de structuur
- verkorten van de baktijd
- constant houden van de broodkwaliteit ondanks variaties in grondstofkwaliteit en procescondities tijdens de bereiding

## Wat wordt als broodverbeteraar gebruikt
In het verleden werd kaliumbromaat gebruikt, deze stof is vanaf 1992 verboden wegens vermoede kankerverwekkende eigenschappen. In Nederland werd de stof al verboden vanaf half februari 1983.
Als broodverbeteraar kunnen de volgende stoffen worden gebruikt:
- E300 ascorbinezuur (vitamine C). Hobbybakkers doen soms één of twee fijngemaakte vitaminepillen door het deeg.
- emulgatoren
  - E322 lecithine
- gluten
- suiker
- melkbestanddelen, bijvoorbeeld melkpoeder (ten behoeve van smaak en versheid)
- boter (voor de smaak)
- margarine (voor versheid en groter volume)
- plantaardig of dierlijk vet (bijvoorbeeld reuzel)
- olie, bijvoorbeeld olijfolie (ten behoeve van zachtere korst)
- enzymen, o.a.
  - amylase als bestanddeel van moutmeel waardoor zetmeel wordt omgezet in suiker wat zorgt voor betere vergisting.
  - alfa-amylasen (zetmeelsplitsende enzymen)
  - proteasen (eiwitsplitsende enzymen) om de elasticiteit van het deeg te verminderen.
  - hemicellulasen
  - glucose-oxidasen
  - xylanase
  - lipasen (vetsplitsende enzymen) als alternatief voor emulgatoren

De enzymen kunnen afkomstig zijn uit genetisch gemanipuleerde organismen. Er is echter bij dit gebruik (als proceshulpstof, die in het eindproduct niet is terug te vinden) geen wettelijke verplichting om dit bij het product te vermelden. In biologisch brood is echter gebruik van deze stoffen niet toegestaan. Bij het bakken verliezen de enzymen hun functie.
Enkele gebruikte stoffen hebben een E-nummer:
- Voedingszuren:
  - E260 azijnzuur
  - E261 kaliumacetaat
  - E262 natriumacetaat
  - E263 calciumacetaat
  - E270 melkzuur
- Anti-oxidanten:
  - E300 ascorbinezuur
  - E301 natriumascorbaat
  - E302 calciumascorbaat
  - E304 vetzuuresters van ascorbinezuur
- Stabilisatoren / emulgatoren:
  - E322 lecithine
  - E325 natriumlactaat
  - E326 kaliumlactaat
  - E327 calciumlactaat
  - E471 mono- en diglyceriden van vetzuren
  - E472a idem, maar veresterd met azijnzuur
  - E472d idem, maar veresterd met wijnsteenzuur
  - E472e idem, maar veresterd met mono- en diacetylwijnsteenzuur
  - E472f idem, maar veresterd met azijnzuur en wijnsteenzuur
  - E482 Calciumstearoyllactaat
- Meelverbeteraar
  - E920 L-cysteïne

Additieven die worden toegevoegd aan het deeg om de bakeigenschappen ervan te verbeteren: fosforzuur en fosfaten (E 338 – 452), ascorbinezuur en ascorbaten (E 300 – 301) en L-cysteïne (E 920), moeten worden opgenomen in de
ingrediëntenlijst.